# Salvación en el cristianismo
En el Cristianismo, la salvación (también llamada liberación o redención) es la "salvación [de] los seres humanos del pecado y sus consecuencias, que incluyen la muerte y la separación de Dios" por medio de la muerte de Cristo, de su resurrección, y la justificación que sigue a esta salvación.
Mientras que la idea de la muerte de Jesús como  expiación por los pecados humanos se registró en la Biblia cristiana, y se elaboró en las epístolas de Pablo y en los Evangelios, Pablo vio a los fieles redimidos por la participación en la muerte y resurrección de Jesús. Los primeros cristianos se consideraban partícipes de «un nuevo pacto con Dios», abierta tanto a judíos como a gentiles, a través de la muerte sacrificial y posterior exaltación de Jesucristo. Las primeras nociones cristianas sobre la persona y el papel sacrificial de Jesús en la salvación humana fueron desarrolladas por los Padres de la Iglesia, los escritores medievales y los eruditos modernos en diversas teorías de la expiación, como la Teoría del rescate, Teoría de Christus Victor, Teoría de la recapitulación, Teoría de la satisfacción, Teoría de la sustitución penal y Teoría de la influencia moral de la expiación.
Las opiniones divergentes sobre la salvación (soteriología) se encuentran entre las principales líneas divisorias entre las distintas denominaciones cristianas, incluidas las definiciones contradictorias de pecado y depravación (la naturaleza pecaminosa de la humanidad), la justificación (el medio de Dios para eliminar las consecuencias del pecado), y la expiación (el perdón o perdón del pecado a través del sufrimiento, muerte y resurrección de Jesús).

## Definición y alcance

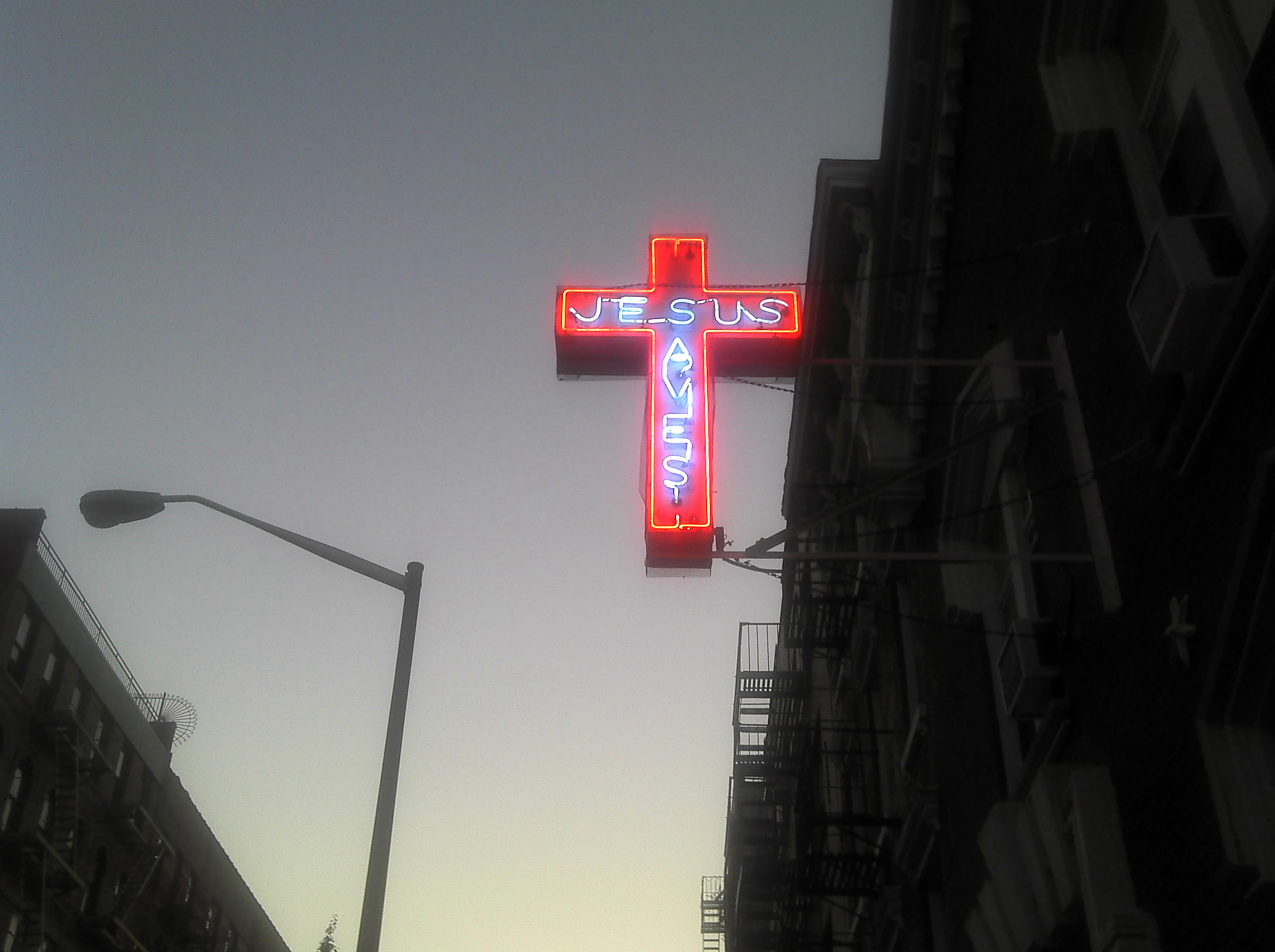
Una cruz de neón con el lema 'Jesús salva' en el exterior de una iglesia protestante en Nueva York

La salvación en el cristianismo, o liberación o redención, es la "salvación [de] los seres humanos de la muerte y la separación de Dios" por la muerte y resurrección de Cristo.
La salvación cristiana no sólo se refiere a la expiación en sí, sino también a la cuestión de cómo se participa de esta salvación, por la fe, el bautismo o la obediencia; y la cuestión de si esta salvación es individual o universal. Además, implica cuestiones relativas a la vida después de la muerte, por ejemplo, "el cielo, el infierno, el purgatorio, el sueño del alma, y la  aniquilación." Las líneas de disenso entre las diversas denominaciones incluyen definiciones conflictivas de pecado, justificación y expiación.

## Pecado
En Occidente (diferenciándose de la ortodoxia oriental) la  visión cristiana del pecado describe el pecado como un acto de ofensa a Dios por despreciar su personas y su Ley bíblica cristiana, y por herir a otros. Es un acto humano malo, que viola la naturaleza racional del hombre, así como la Naturaleza de Dios y su ley eterna. Según la definición clásica de Agustín de Hipona, el pecado es "una palabra, obra o deseo en oposición a la ley eterna de Dios".
La tradición cristiana ha explicado el pecado como un aspecto fundamental de la existencia humana, provocado por el pecado original-también llamado «pecado ancestral», la caída del hombre derivada de la rebelión de Adán en el Eden al comer el fruto prohibido del árbol del conocimiento del bien y del mal. Pablo lo propugna en Romanos 5:12-19, y Agustín de Hipona popularizó su interpretación de la misma en el Occidente, desarrollándola en una noción de "pecado hereditario", argumentando que Dios considera a todos los descendientes de Adán y Eva responsables por el pecado de rebelión de Adán, y como tal todas las personas merecen la «ira de Dios» y la condenación -aparte de cualquier pecado real que cometan personalmente.
La depravación total, también llamada "corrupción radical" o "depravación omnipresente", es una doctrina teológica protestante derivada del concepto del pecado original. Es la enseñanza de que, como consecuencia de la caída del hombre, toda persona nacida en el mundo está esclavizada al servicio del pecado como resultado de su inherente naturaleza caída y, aparte de la irresistible o preveniente gracia de Dios, es totalmente incapaz de elegir seguir a Dios, abstenerse del mal o aceptar el don de la salvación que se le ofrece. Es defendida en diversos grados por muchas confesiones de fe y catecismos protestantes, incluidos los de algunos sínodos luteranos, y el calvinismo, que enseña la gracia irresistible. Arminianos, como Metodistas, también creen y enseñan la depravación total, pero con la clara diferencia de enseñar la gracia preveniente.

## Justificación
En la teología cristiana, la justificación es el acto de Dios de eliminar la culpa y la pena del pecado y, al mismo tiempo, hacer al pecador justo mediante el sacrificio expiatorio de Cristo. Los medios de justificación es un área de diferencia significativa entre el catolicismo, la ortodoxia y el protestantismo.
En términos generales, la Ortodoxa Oriental y la Iglesia católica distinguen entre la justificación inicial, que se produce ordinariamente en el bautismo, y la salvación final, lograda tras toda una vida de esfuerzo por cumplir la voluntad de Dios (theosis o divinización).
La teosis es un proceso de transformación cuyo objetivo es la semejanza o unión con Dios, tal y como enseñan la Iglesia Ortodoxa Oriental y las Iglesias Católicas Orientales. Como proceso de transformación, la theosis se produce por los efectos de la catarsis (purificación de la mente y el cuerpo) y la theoria ('iluminación' con la 'visión' de Dios). Según las enseñanzas cristianas orientales, la theosis es en gran medida el propósito de la vida humana. Se considera alcanzable sólo a través de una sinergia (o cooperación) entre la actividad humana y las energías increadas de Dios (u operaciones). El término sinónimo divinización es el efecto transformador de la gracia divina, el Espíritu de Dios, o la expiación de Cristo. La teosis y la divinización se distinguen de la santificación, "ser hecho santo", que también puede aplicarse a los objetos; y de la apoteosis', también "divinización", tdl. ‘hacer divino’).
Los católicos creen que la fe activa en la caridad y las buenas obras (fides caritate formata) puede justificar, o quitar al hombre la carga de la culpa en el pecado. El perdón de los pecados existe y es natural, pero la justificación puede perderse por el pecado mortal.
El papel de la persona a través de sus obras en su salvación es esencial, así lo describe San Agustín, doctor de la iglesia: Dios que te creo sin ti, no te salvará sin ti.
En la doctrina protestante, el pecado es simplemente "cubierto" y la justicia imputada. En el luteranismo y el calvinismo, la justicia de Dios es vista como acreditada a la cuenta del pecador a través de sola fe, sin obras. Los protestantes creen que la fe sin obras puede justificar al hombre porque Cristo murió por los pecadores, pero cualquiera que realmente tenga fe producirá buenas obras como producto de la fe, como un buen árbol produce buenos frutos. Para los luteranos, la justificación puede perderse con la pérdida de la fe.

## Expiación
La palabra "expiación" se usa a menudo en el Antiguo Testamento para traducir las palabras hbo|kippur del hebreo. (כיפור \ כִּפּוּר|kipúr, m.sg.) y hbo|kippurim (כיפורים \ כִּפּוּרִים|kipurím, m.pl.), que significan "propiciación" o "expiación". La palabra inglesa atonement significaba originalmente "at-one-ment", es decir, estar "en uno", en armonía, con alguien. Según el Collins English Dictionary, se utiliza para describir la obra salvadora que Dios hizo a través de Cristo para reconciliar al mundo consigo mismo, y también del estado de una persona que ha sido reconciliada con Dios. Según The Oxford Dictionary of the Christian Church, la expiación en la teología cristiana es "la reconciliación del hombre con Dios mediante la muerte sacrificial de Cristo".
Muchos cristianos creen que la expiación es ilimitada; sin embargo, algunos cristianos enseñan que la la expiación tiene un alcance limitado a aquellos que están predestinados a la salvación, y sus beneficios principales no se dan a toda la humanidad sino sólo a los creyentes.

### Teorías de la expiación
En los escritos del Nuevo Testamento se han utilizado una serie de metáforas y términos y referencias del Antiguo Testamento para comprender a la persona y muerte de Jesús. A partir del siglo II de nuestra era, se han explicado diversas concepciones de la expiación para explicar la muerte y resurrección de Jesús, y las metáforas aplicadas por el Nuevo Testamento para entender su muerte. A lo largo de los siglos, los cristianos han tenido diferentes ideas sobre cómo Jesús salva a la gente, y todavía existen diferentes puntos de vista dentro de las diferentes denominaciones cristianas. Según el biblista C. Marvin Pate, "hay tres aspectos de la expiación de Cristo según la Iglesia primitiva: la expiación vicaria expiación sustitutiva, la derrota escatológica de Satanás [Cristo vencedor], y la imitación de Cristo [participación en la muerte y resurrección de Jesús]". Pate señala además que estos tres aspectos estaban entrelazados en los primeros escritos cristianos, pero que este entrelazamiento se perdió desde la época patrística. Debido a la influencia del estudio de Gustaf Aulén de 1931 Christus Victor, las diversas teorías o paradigmas de la expiación que se desarrollaron después de los escritos neotestamentarios suelen agruparse bajo el "paradigma clásico", el "paradigma objetivo" y el "paradigma subjetivo".

### Antiguo Testamento
En los escritos hebreos, Dios es absolutamente justo, y sólo las personas puras y sin pecado pueden acercarse a él. La reconciliación se logra por un acto de Dios, a saber, por su designación del sistema de sacrificios, o, desde el punto de vista profético, "por el futuro don divino de una nueva alianza que sustituya a la antigua alianza que el Israel pecador ha roto". El Antiguo Testamento describe tres tipos de expiación vicaria que resultan en pureza o impecabilidad: el Cordero pascual; "el sistema de sacrificios en su conjunto", con el Día de la Expiación como elemento más esencial; y la idea del siervo sufriente (Isaías 42: 1-9, 49:1-6, 50:4-11, 52:13-53:12), "la acción de un Siervo del Señor divinamente enviado que fue 'herido por nuestras transgresiones' y 'cargó con el pecado de muchos'." Los apócrifos bíblicos del Antiguo Testamento añaden una cuarta idea, a saber, el «mártir justo» (2 Macabeos, 4 Macabeos, Sabiduría 2-5).
Estas tradiciones de expiación ofrecen sólo un perdón temporal, y korbanot (ofrendas) sólo podían utilizarse como medio de expiación para el tipo más leve de pecado, es decir, los pecados cometidos en la ignorancia de que la cosa era un pecado. Además, korbanot no tienen efecto expiatorio a menos que la persona que hace la ofrenda se arrepienta sinceramente de sus acciones antes de hacer la ofrenda, y haga restitución a cualquier persona que haya sido perjudicada por la violación. Marcus Borg señala que el sacrificio de animales en el judaísmo del Segundo Templo no era un "pago por el pecado", sino que tenía un significado básico como "hacer algo sagrado dándolo como regalo a Dios", e incluía una comida compartida con Dios. Los sacrificios tenían numerosos propósitos, a saber, acción de gracias, petición, purificación y reconciliación. Ninguno de ellos era un "pago o sustitución o satisfacción", e incluso "los sacrificios de reconciliación tenían que ver con la restauración de la relación"  James F. McGrath se refiere a 4 Macabeos 6, "que presenta a un mártir rezando 'Sé misericordioso con tu pueblo, y que les baste nuestro castigo. Haz que mi sangre sea su purificación, y toma mi vida a cambio de la suya' (4 Macabeos 6:28-29). Es evidente que existían ideas en el judaísmo de la época que ayudaban a dar sentido a la muerte de los justos en términos de expiación."

### Nuevo Testamento

#### Jerusalénekklēsia
1 Corintios 15:3-8 contiene el kerygma de los primeros cristianos:

[3] Porque yo os transmití como de primera importancia lo que a mi vez había recibido: que Cristo murió por nuestros pecados conforme a las Escrituras, [4] y que fue sepultado, y que fue resucitado al tercer día conforme a las Escrituras, [5] y que apareció a Cefas, y luego a los doce. [6] Luego se apareció a más de quinientos hermanos y hermanas a la vez, la mayoría de los cuales aún viven, aunque algunos han muerto. [7] Luego se apareció a Santiago, después a todos los apóstoles. [8] Por último, como a un intempestivo, se me apareció también a mí.

En la Jerusalén ekklēsia, de la que Pablo recibió este credo, la frase "murió por nuestros pecados" probablemente era una justificación apologética de la muerte de Jesús como parte del plan y propósito de Dios, como se evidencia en las escrituras. La frase "murió por nuestros pecados" se derivó de Isaías, especialmente Isaías 53:1-11, y 4 Macabeos, especialmente 4 Macabeos 6:28-29. "Resucitado al tercer día" se deriva de Oseas 6:1-2:

Vamos, volvamos al Señor;
porque él nos ha desgarrado, para sanarnos;
nos ha herido, y nos vendará.
Al cabo de dos días nos reanimará
al tercer día nos resucitará,
para que vivamos delante de él."

Poco después de su muerte, los seguidores de Jesús creían que había sido resucitado de la muerte por Dios y exaltado a la condición divina de Señor (Kyrios) "a la 'diestra' de Dios", que "lo asocia de manera asombrosa con Dios. " Según Hurtado, las poderosas experiencias religiosas fueron un factor indispensable en el surgimiento de esta devoción a Cristo. Esas experiencias "parecen haber incluido visiones de (y/o ascensos a) el cielo de Dios, en el que el Cristo glorificado fue visto en una posición exaltada". Esas experiencias se interpretaban en el marco de los propósitos redentores de Dios, reflejados en las Escrituras, en una "interacción dinámica entre la búsqueda devota y orante de los textos de las Escrituras, y la reflexión sobre los mismos, y la continuación de poderosas experiencias religiosas". Esto inició un "nuevo patrón devocional sin precedentes en el monoteísmo judío", es decir, la adoración de Jesús junto a Dios, dando un lugar central a Jesús porque su ministerio, y sus consecuencias, tuvieron un fuerte impacto en sus primeros seguidores. Las revelaciones, incluidas esas visiones, pero también las declaraciones inspiradas y espontáneas, y la "exégesis carismática" de las escrituras judías, les convencieron de que esta devoción estaba ordenada por Dios.

#### San Pablo
El significado del kerygma de 1 Corintios 15:3-8 para Pablo es objeto de debate y está abierto a múltiples interpretaciones. Para Pablo, "morir por nuestros pecados" adquiría un significado más profundo, proporcionando "una base para la salvación de los gentiles pecadores aparte de la Torá" .
Tradicionalmente, este kerygma se interpreta en el sentido de que la muerte de Jesús fue una "expiación" por el pecado, o un rescate, o un medio de propiciar a Dios o expiar la ira de Dios contra la humanidad a causa de sus pecados. Con la muerte de Jesús, la humanidad fue liberada de esta ira.
Estudiosos más recientes han planteado varios problemas en relación con estas interpretaciones. La interpretación tradicional considera que la comprensión paulina de la salvación implica "una exposición de la relación del individuo con Dios". Según Krister Stendahl, la principal preocupación de los escritos de Pablo sobre el papel de Jesús, y la salvación por la fe, no es la conciencia individual de los pecadores humanos, y sus dudas acerca de ser elegidos por Dios o no, sino el problema de la inclusión de los gentiles (griegos) observadores de la Torá en la alianza de Dios. Pablo recurre a varios marcos interpretativos para resolver este problema, pero lo más importante es su propia experiencia y comprensión. El kerygma de 1 Cor.15 :3-5 se refiere a dos mitologías: el mito griego de los muertos nobles, con el que se relaciona la noción macabea del martirio y de morir por el propio pueblo; y el mito judío del sabio perseguido o del hombre justo, en particular la "historia del hijo de sabiduría. " Para Pablo, la noción de 'morir por' se refiere a este martirio y persecución. Según Burton Mack, 'Morir por nuestros pecados' se refiere al problema de los gentiles observantes de la Torá, que, a pesar de su fidelidad, no pueden observar plenamente los mandamientos, incluida la circuncisión, y son por tanto 'pecadores', excluidos de la alianza de Dios. La muerte y resurrección de Jesús resolvió este problema de la exclusión de los gentiles de la alianza de Dios, como se indica en Romanos 3:21-26.
Según E.P. Sanders, iniciador de la Nueva perspectiva sobre Pablo, Pablo veía a los fieles redimidos por la participación en la muerte y resurrección de Jesús. Pero "la muerte de Jesús sustituyó a la de otros y liberó así a los creyentes del pecado y la culpa", una metáfora derivada de la "antigua teología sacrificial","la esencia del escrito de Pablo no está en los "términos legales" relativos a la expiación del pecado, sino en el acto de "participación en Cristo a través de la morir y resucitar con él"." Según Sanders, "los que son bautizados en Cristo son bautizados en su muerte, y así escapan al poder del pecado [...] él murió para que los creyentes puedan morir con él y, en consecuencia, vivir con él." James F. McGrath señala que Pablo "prefiere usar el lenguaje de la participación. Uno murió por todos, de modo que todos murieron (2 Corintios 5:14). Esto no sólo es diferente de la sustitución, sino que es lo opuesto a ella." Por esta participación en la muerte y resurrección de Cristo, "uno recibe el perdón por las ofensas pasadas, es liberado de los poderes del pecado y recibe el Espíritu". Pablo insiste en que la salvación se recibe por la gracia de Dios; según Sanders, esta insistencia está en consonancia con el judaísmo de 200 AEC hasta 200 EC, que veía la alianza de Dios con Israel como un acto de gracia de Dios. La observancia de la Ley es necesaria para mantener el pacto, pero el pacto no se gana observando la Ley, sino por la gracia de Dios.
Varios pasajes de Pablo, como Romanos 3:25, se interpretan tradicionalmente en el sentido de que la humanidad se salva por la fe de Cristo o en la fe en Cristo. Según Richard B. Hays, que inició el "Pistis Christou debate," que también es posible una lectura diferente de estos pasajes. La frase pistis Christou puede traducirse como 'fe en Cristo', es decir, salvación por creer en Cristo, la interpretación tradicional; o como 'fidelidad de Cristo', es decir, creencia "a través de la fidelidad de Jesucristo"." En este punto de vista, según Cobb, la vida y muerte de Jesús no fue vista por Pablo como una expiación, sino como un medio para participar en la fidelidad. En esta interpretación, Romanos 3:21-26 afirma que Jesús fue fiel, incluso a costa de la muerte, y justificado por Dios por esta fidelidad. Los que participan en esta fidelidad son igualmente justificados por Dios, tanto judíos como gentiles. Aunque este punto de vista ha encontrado apoyo en diversos estudiosos, también ha sido cuestionado y criticado.

#### Evangelios
En los Evangelios, Jesús aparece llamando al arrepentimiento del pecado y diciendo que Dios quiere misericordia más que sacrificios (Mateo 9:13). Sin embargo, también se le describe "dando su vida en rescate por muchos" y aplicándose a sí mismo el pasaje del "siervo sufriente" de Isaías 53 (Lucas 22:37). El Evangelio de Juan lo presenta como el Cordero de Dios sacrificado, y compara su muerte con el sacrificio del Cordero pascual en Pésaj.
Los cristianos afirman que Jesús fue predicho por Isaías, como se atestigua en Lucas 4:16-22, donde Jesús es retratado diciendo que las profecías de Isaías eran sobre él. El Nuevo Testamento cita explícitamente a Isaías 53 en Mateo 8:16-18 para indicar que Jesús es el cumplimiento de estas profecías.

### Paradigma clásico
El paradigma clásico implica las interpretaciones tradicionales de los primeros Padres de la Iglesia, que desarrollaron los temas que se encuentran en el Nuevo Testamento.

#### Rescate de Satanás
La teoría del rescate de la expiación dice que Cristo liberó a la humanidad de la esclavitud del pecado y de Satanás, y por tanto de la muerte, al dar su propia vida como sacrificio de rescate a Satanás, intercambiando la vida del perfecto (Jesús), por las vidas de los imperfectos (otros humanos). Implica la idea de que Dios engañó al diablo, y que Satanás, o la muerte, tenía "derechos legítimos" sobre las almas pecadoras en el más allá, debido a la caída del hombre y al pecado heredado. Durante el primer milenio EC, la teoría del rescate de la expiación fue la metáfora dominante para la expiación, tanto en el cristianismo oriental y occidental, hasta que fue sustituido en el oeste por Anselmo de la satisfacción teoría de la expiación.
En una versión de la idea del engaño, Satanás intentó apoderarse del alma de Jesús después de muerto, pero al hacerlo se extralimitó en su autoridad, ya que Jesús nunca había pecado. Como consecuencia, Satanás perdió completamente su autoridad, y toda la humanidad obtuvo la libertad. En otra versión, Dios entró en un trato con Satanás, ofreciendo intercambiar el alma de Jesús a cambio de las almas de todas las personas, pero después del intercambio, Dios resucitó a Jesús de entre los muertos y dejó a Satanás sin nada. Otras versiones sostienen que la divinidad de Jesús estaba enmascarada por su forma humana, por lo que Satanás intentó apoderarse del alma de Jesús sin darse cuenta de que su divinidad destruiría el poder de Satanás. Otra idea es que Jesús vino a enseñar cómo no pecar y Satanás, enojado con esto, trató de tomar su alma.
La teoría del rescate fue enunciada claramente por primera vez por san Ireneo, que fue un crítico abierto del gnosticismo, pero tomó prestadas ideas de su cosmovisión dualista. En esta cosmovisión, la humanidad está bajo el poder del Demiurgo, un dios menor que creó el mundo. Sin embargo, los seres humanos tienen una chispa de la verdadera naturaleza divina en su interior, que puede ser liberada por la  gnosis (conocimiento) de esta chispa divina. Este conocimiento es revelado por el Logos, "la mente misma del Dios supremo", que entró en el mundo en la persona de Jesús. Sin embargo, el Logos no pudo simplemente deshacer el poder del Demiurgo, y tuvo que ocultar su verdadera identidad, apareciendo en una forma física, engañando así al Demiurgo, y liberando a la humanidad. En los escritos de Ireneo, el Demiurgo es sustituido por el diablo.
Orígenes (184-253) introdujo la idea de que el diablo tenía derechos legítimos sobre los seres humanos, que fueron comprados libres por la sangre de Cristo. También introdujo la idea de que el Diablo se engañaba al pensar que podía dominar el alma humana.
Gustaf Aulén reinterpretó la teoría del rescate en su estudio Christus Victor (1931), llamándola doctrina del Christus Victor, argumentando que la muerte de Cristo no fue un pago al Diablo, sino que derrotó a los poderes del mal, en particular a Satanás, que habían tenido a la humanidad bajo su dominio. Según Pugh, "desde la época [de Aulén], llamamos a estas ideas patrísticas la forma Cristo Victor de ver la cruz"."

#### Teoría de la recapitulación
El punto de vista de la recapitulación, expresado exhaustivamente por primera vez por Ireneo, iba "de la mano" con la teoría del rescate. Dice que Cristo triunfa donde Adán falló, deshaciendo el mal que hizo Adán y, debido a su unión con la humanidad, lleva a la humanidad a la vida eterna, incluyendo la perfección moral. La teosis ("divinización") es un "corolario" de la recapitulación.

### Paradigma objetivo

#### Satisfacción
En el siglo XI, Anselmo de Canterbury rechazó el punto de vista del rescate y propuso la teoría de la satisfacción de la expiación. Supuestamente representaba a Dios como un señor feudal cuyo honor había sido ofendido por los pecados de la humanidad. Desde este punto de vista, las personas necesitaban la salvación de la castigo divino que acarrearían estas ofensas, ya que nada de lo que pudieran hacer podría saldar la deuda de honor. Anselmo sostenía que Cristo había honrado infinitamente a Dios con su vida y su muerte y que Cristo podía pagar lo que la humanidad debía a Dios, satisfaciendo así la ofensa al honor de Dios y eliminando la necesidad del castigo. Cuando Anselmo propuso el punto de vista de la satisfacción, fue inmediatamente criticado por Pedro Abelardo.

#### Sustitución penal
En el siglo XVI, la Reformadores protestantes reinterpretó la teoría de la satisfacción de Anselmo sobre la salvación dentro de un paradigma legal. En el sistema legal, las ofensas requerían castigo, y no se podía dar satisfacción para evitar esta necesidad. Propusieron una teoría conocida como sustitución penal, en la que Cristo asume la pena del pecado de las personas como su sustituto, salvando así a las personas de la Ira de Dios contra el pecado. Así, la sustitución penal presenta a Jesús salvando a la gente del castigo divino por sus malas acciones pasadas. Sin embargo, esta salvación no se presenta como automática. Más bien, una persona debe tener fe para recibir este don gratuito de la salvación. En el punto de vista de la sustitución penal, la salvación no depende del esfuerzo humano o de las obras.
El paradigma de la sustitución penal de la salvación está muy extendido entre los protestantes, que a menudo lo consideran fundamental para el cristianismo. Sin embargo, también ha sido ampliamente criticado, y es rechazado por los cristianos liberales como no bíblico, y una ofensa al amor de Dios. Según Richard Rohr, "[e]stas teorías se basan en la justicia retributiva y no en la justicia restaurativa que enseñaron los profetas y Jesús." Los defensores de la Nueva Perspectiva de Pablo también argumentan que muchas epístolas del Nuevo Testamento del apóstol Pablo, que solían apoyar la teoría de la sustitución penal, deben interpretarse de manera diferente.

#### Teoría gubernamental
La "teoría gubernamental de la expiación" enseña que Cristo sufrió por la humanidad para que Dios pudiera perdonar a los seres humanos sin castigarlos, manteniendo la justicia divina. Se enseña tradicionalmente en círculos arminianos que se basan principalmente en las obras de Hugo Grocio.

### Paradigma subjetivo

#### Transformación moral
La "teoría de la influencia moral de la expiación" fue desarrollada, o más notablemente propagada, por Pedro Abelardo (1079-1142), como alternativa a la teoría de la satisfacción de Anselmo.
Según Beilby y Eddy, las teorías subjetivas, de las cuales la de Abelardo es una, enfatizan el amor de Dios por la humanidad, y se centran en cambiar la actitud del hombre. Según Beilby y Eddy, "[c]ualquier texto del Nuevo Testamento que proclame el amor de Dios por la humanidad y el consiguiente deseo de salvar a los pecadores puede presentarse como prueba de esta interpretación de la expiación". como alternativa a la teoría de la satisfacción de Anselmo. Abelardo no sólo "rechazó la idea de la muerte de Jesús como un rescate pagado al diablo", que convertía al Diablo en un dios rival, sino que también se opuso a la idea de que la muerte de Jesús fuera una "deuda pagada al honor de Dios". También se opuso al énfasis en el juicio de Dios, y a la idea de que Dios cambiara de opinión después de que el pecador aceptara la muerte sacrificial de Jesús, lo que no era fácilmente reconciliable con la idea del "Dios perfecto e impasible [que] no cambia". Abelardo se centró en cambiar la percepción que el hombre tiene de Dios: que no sea visto como ofendido, duro y sentencioso, sino como amoroso. Según Abelardo, "Jesús murió como la demostración del amor de Dios", una demostración que puede cambiar los corazones y las mentes de los pecadores, volviendo a Dios.
Durante la Reforma protestante en la Cristiandad occidental, la mayoría de los reformadores rechazaron tajantemente la visión de la expiación basada en la influencia moral en favor de la sustitución penal, una modificación altamente forense de la modelo de satisfacción anselmiana orientada al honor. El Sociniano de Fausto Sozzini, brazo de la Reforma, mantuvo la creencia en la visión de la expiación basada en la influencia moral. El socinianismo fue una forma temprana de unitarismo, y la Iglesia Unitaria hoy mantiene una visión de influencia moral de la expiación, al igual que muchos teólogos del protestantismo liberal de la era moderna.
Durante el siglo XVIII, las versiones del punto de vista de la influencia moral encontraron un apoyo abrumador entre los teólogos alemanes, sobre todo el filósofo de la Ilustración Immanuel Kant. En los siglos XIX y XX, ha sido popular entre los pensadores liberal protestante de las iglesias anglicana, metodista, luterana y presbiteriana, incluido el teólogo anglicano Hastings Rashdall. Varias obras teológicas inglesas de los últimos cien años han defendido y popularizado la teoría de la influencia moral de la expiación.
Desde la Reforma se ha mantenido una fuerte división entre los protestantes liberales (que suelen adoptar el punto de vista de la influencia moral) y los protestantes conservadores (que suelen adoptar el punto de vista de la sustitución penal). Ambas partes creen que su posición es enseñada por la Biblia.

#### Teoría del ejemplo moral
Una teoría relacionada, la "teoría del ejemplo moral", fue desarrollada por reformador antitrinitario Fausto Socino (1539-1604) en su obra De Jesu Christo servatore (1578). Rechazó la idea de "satisfacción vicaria".. Según Socino, la muerte de Jesús nos ofrece un ejemplo perfecto de entrega abnegada a Dios".
Varios teólogos ven las teorías del "ejemplo" (o "ejemplar") de la expiación como variaciones de la teoría de la influencia moral. Wayne Grudem, sin embargo, sostiene que "mientras que la teoría de la influencia moral dice que la muerte de Cristo nos enseña cuánto nos ama Dios, la teoría del ejemplo dice que la muerte de Cristo nos enseña cómo debemos vivir". Grudem identifica a los socinianos como partidarios de la teoría del ejemplo.

## Cristianismo oriental
Según la teología cristiana oriental, basada en su comprensión de la expiación tal como la plantea Ireneo recapitulación, la muerte de Jesús es un rescate. Esto restaura la relación con Dios, que es amoroso y tiende la mano a la humanidad, y ofrece la posibilidad de theosis o divinización, convirtiéndonos en el tipo de humanos que Dios quiere que seamos.
En la Ortodoxia Oriental y en las Catolicismo Oriental la salvación es vista como la participación en la renovación de la propia naturaleza humana por medio del eterno Palabra de Dios asumiendo la naturaleza humana en su plenitud. A diferencia de la teología del ramas occidentales, los cristianos ortodoxos orientales tienden a utilizar la palabra "expiación" para referirse a lo que se realiza en el acto sacrificial. En la teología ortodoxa, la expiación es un acto de ofrenda que pretende cambiar a quien la realiza. La palabra en griego koiné|griego bíblico]] que se traduce como "propiciación" y como "expiación" es hilasmos (I Juan 2:2, 4:10), que significa "hacer aceptable y permitir acercarse a Dios". Por lo tanto, el énfasis ortodoxo sería que Cristo murió, no para apaciguar a un Padre enojado y vengativo o para evitar la ira de Dios sobre los pecadores, sino para derrotar y asegurar la destrucción del pecado y la muerte, para que aquellos que están caídos y en esclavitud espiritual puedan llegar a ser divinamente transfigurados, y por lo tanto plenamente humanos, como su Creador pretendía; es decir, las criaturas humanas se convierten en Dios en su energías u operaciones pero no en su esencia o identidad, conformándose a la imagen de Cristo y readquiriendo la semejanza divina.
La Iglesia ortodoxa enseña además que una persona permanece en Cristo y asegura su salvación no sólo por las obras de amor, sino también por su sufrimiento paciente de diversas penas, enfermedades, desgracias y fracasos.

## Catolicismo
La Iglesia católica enseña que la muerte de Jesús en la Cruz es un sacrificio que redime al hombre y lo reconcilia con Dios. El sacrificio de Jesús es a la vez un "don del mismo Dios Padre, pues el Padre entregó a su Hijo a los pecadores para reconciliarnos consigo mismo" y "la ofrenda del Hijo de Dios hecho hombre, que en libertad y amor ofreció su vida a su Padre por medio del Espíritu Santo en reparación de nuestra desobediencia".
La visión católica de la obra redentora de Cristo fue expuesta formalmente en la Sexta Sesión del Concilio de Trento.. El concilio declaró que Jesús mereció la gracia de la justificación, que no es sólo la remisión de los pecados, sino la infusión de las virtudes de la fe, la esperanza y la caridad en el cristiano. Se dice entonces que un cristiano justificado está en estado de gracia, que puede perderse al cometer un pecado mortal. El punto de vista que prevaleció en el Concilio de Trento ha sido descrito como una "combinación de las opiniones de Anselmo y Abelardo". Los eruditos católicos han observado que Abelardo no enseñó que Jesús fuera meramente un buen ejemplo moral, sino que los cristianos son verdaderamente salvados por Su sacrificio en la Cruz. La transformación moral del cristiano no es el resultado de seguir meramente el ejemplo y las enseñanzas de Cristo, sino un don sobrenatural merecido por el sacrificio de Jesús, pues "por la obediencia de un hombre muchos serán hechos justos"."
Aunque la gracia inicial de la justificación es merecida únicamente por el sacrificio de Jesús, la Iglesia católica enseña que un cristiano justificado puede merecer un aumento de la justificación y la consecución de la vida eterna cooperando con la gracia de Dios. La gracia de la perseverancia final preserva a un cristiano justificado en el estado de gracia hasta su muerte.
El modo práctico de salvación es expuesto por San Alfonso de Ligorio, un Doctor de la Iglesia:

"... para ganar el Cielo, es necesario caminar por la vía recta que conduce a la bienaventuranza eterna. Este camino es la observancia de los mandamientos divinos. Por eso, en su predicación, el Bautista exclamó: "Enderezad el camino del Señor". Para poder caminar siempre por el camino del Señor, sin desviarse ni a derecha ni a izquierda, es necesario adoptar los medios adecuados. Estos medios son, primero, la desconfianza en nosotros mismos; segundo, la confianza en Dios; tercero, la resistencia a las tentaciones."<

La Iglesia católica comparte la creencia cristiana oriental en la divinización, enseñando que "el Hijo de Dios se hizo hombre para que nosotros pudiéramos llegar a ser Dios. " Sin embargo, en contraste con la noción ortodoxa oriental de theosis en la que el cristiano divinizado se convierte en Dios en sus energías u operaciones, la Iglesia católica enseña que el fin último de la divinización es la visión beatífica, en la que el cristiano divinizado verá la esencia de Dios.